# Real Colegio del Corpus Christi

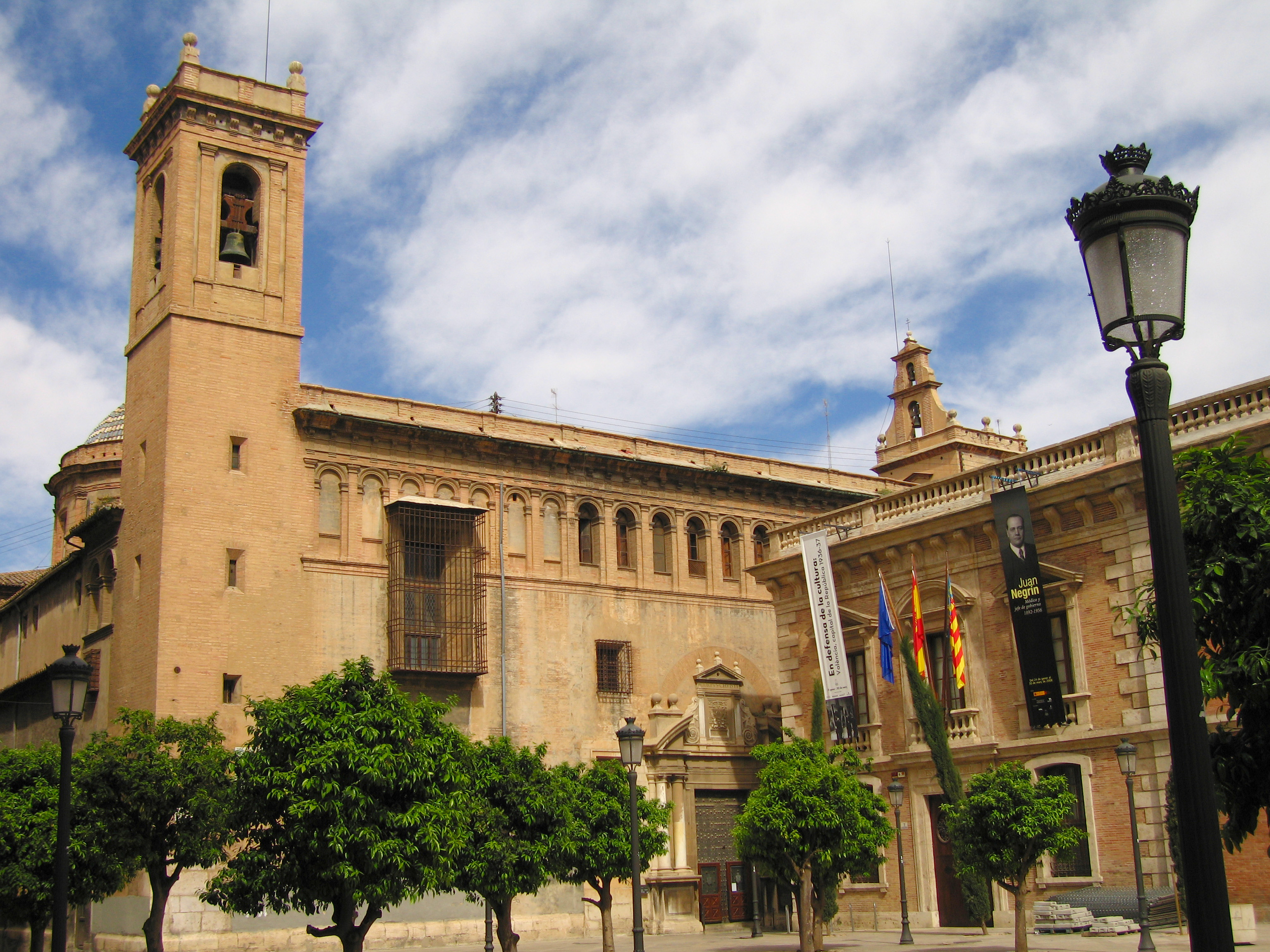
Colegio del Corpus Christi und das Patriarch Museum

Das Real Colegio Seminario del Corpus Christi (Königliches Kolleg und Seminar Corpus Christi) ist eine ehemalige römisch-katholische Schule und ein Seminar, das 1583 in Valencia gegründet wurde. Es befindet sich in der calle de la Nau in der Altstadt, gegenüber La Nau, dem ehemaligen Universitätsgebäude.
Der Baukomplex wurde zwischen 1586 und 1615 errichtet. Ein großes Renaissancekloster umschließt die Kirche, die Kommunionkapelle, die Bücherei, die Schlaf- und die Lehrräume. Es gibt einen weiteren Hof und einen kleinen Belfried nach hinten zur Ecke des Platzes. Seit 1962 ist das Gebäude ein nationales Monument, das den italienischen Einfluss auf die Architektur in Spanien zeigt.
Zum Gebäude gehört heute das Museo del Patriarca mit Gemälden von Caravaggio, El Greco, Jan van der Heyden, Mariano Benlliure, Francesc Ribalta und Pinazo, auch ein Originalmanuskript von Thomas Morus ist zu finden. Der Erzbischof von Valencia und Gründer der Einrichtung, Juan de Ribera, ließ dort die franziskanische Nonne und Mystikerin Margarita Agullona (1536–1600) wohnen, um Augenzeuge ihrer mystischen Zustände zu sein. Ihre sterblichen Überreste wurden in der Kirche beigesetzt, und er ordnete an, dass vor ihrem Grab ein ewiges Licht brannte.

## Einzelbelege
1. ↑  Patriarca Museum in València. Abgerufen am 9. Februar 2022 (britisches Englisch).
2. ↑  Margarita Agullona (Agulló). Real Academia de la Historia, abgerufen am 9. Februar 2022 (spanisch).

Koordinaten: 39° 28′ 21″ N, 0° 22′ 24″ W